# Quarter (bandera)

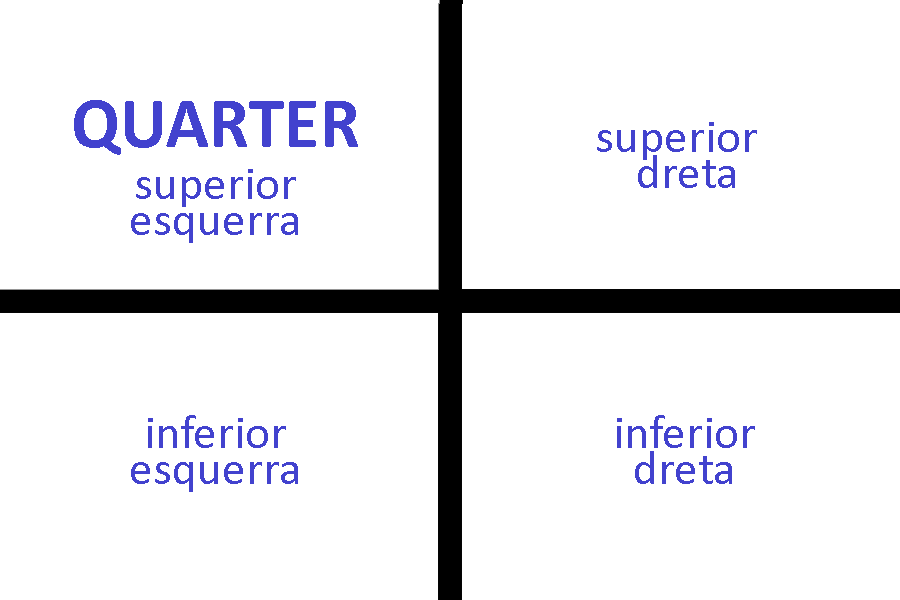
Indicació dels quarters en una bandera.

Per quarter en una bandera s'entén principalment el quart superior esquerra d'aquesta, ja que és el lloc principalment utilitzat per a la inclusió d'un símbol o d'una altra bandera en petit format, com és el cas de les banderes d'Austràlia o Nova Zelanda que inclouen la bandera del Regne Unit.

## Dissenys diversos

### Banderes estatals
| Bandera dels Estats Units          | La bandera dels Estats Units d'Amèrica mostra un quarter blau amb cinquanta estrelles de cinc puntes .     |
| Bandera de Grècia                  | La bandera de Grècia mostra un quarter blau amb una creu blanca.                                           |
| Bandera de Malàisia                | La bandera de Malàisia mostra un quarter blau amb un creixent i una estrella de catorze puntes.            |
| Bandera de Malta                   | La bandera de Malta posiciona al quarter una Creu de Jordi.                                                |
| Bandera d'Oman                     | La bandera d'Oman mostra en el quarter els emblemes oficials de l'estat.                                   |
| Bandera de la República de la Xina | La bandera de la República de la Xina mostra un quarter blau amb un sol de dotze raigs triangulars blancs. |
| Bandera de Samoa                   | La bandera de Samoa mostra un quarter blau amb la constel·lació de la Creu del Sud.                        |
| Bandera de Tonga                   | La bandera de Tonga mostra un quarter blanc amb una creu grega vermella.                                   |
| Bandera de l'Uruguai               | La bandera de l'Uruguai mostra un quarter blanc amb sol, anomenat Sol de Maig.                             |
| Bandera de Xile                    | La bandera de Xile mostra un quarter blau amb una estrella de cinc puntes.                                 |

### Banderes subestatals
| Bandera de les Illes Balears | La Bandera de les Illes Balears mostra un quarter morat amb un castell blanc de cinc torres al mig.                                        |
| Bandera de Bretanya          | La Bandera de Bretanya mostra un quarter blanc amb onze erminis en negre.                                                                  |
| Bandera d'Abkhàzia           | La Bandera d'Abkhàzia mostra un quarter vermell amb una mà i set estrelles blanques.                                                       |
| Bandera de Taunton           | La bandera de la ciutat de Taunton (Massachusetts) segueix el disseny de la Red Ensign però amb la bandera del Regne Unit anterior a 1801. |

## Dissenys amb la Union Jack

### A la Gran Bretanya
| Blue Ensign             | La Blue Ensign és la bandera utilitzada per algunes organitzacions o territoris associats amb el Regne Unit. |
| White Ensing            | La White Ensign és la bandera oficial utilitzada per representar la Marina Reial britànica o Royal Navy.     |
| Red Ensing              | La Red Ensign és la bandera oficial utilitzada per la Marina mercant britànica.                              |
| Bandera de Nova Zelanda | Bandera oficial utilitzada per la Força Aèria Reial o Royal Air Force.                                       |

Banderes estatals
| Bandera d'Austràlia     | Bandera d'Austràlia.     |
| Bandera de Fiji         | Bandera de Fiji.         |
| Bandera de Tuvalu       | Bandera de Tuvalu.       |
| Bandera de Nova Zelanda | Bandera de Nova Zelanda. |

### Banderes subestatals
| Bandera de les Bermudes                                 | Bandera de les Bermudes, Territori Britànic d'Ultramar.                                 |
| Bandera de Hawaii                                       | Bandera de Hawaii, Estats Units d'Amèrica.                                              |
| Bandera d'Anguilla                                      | Bandera d'Anguilla, Territori Britànic d'Ultramar.                                      |
| Bandera del Territori Britànic de l'Oceà Índic          | Bandera del Territori Britànic de l'Oceà Índic, Territori Britànic d'Ultramar.          |
| Bandera de les Illes Verges Britàniques                 | Bandera de les Illes Verges Britàniques, Territori Britànic d'Ultramar.                 |
|                                                         | Bandera de les Illes Caiman, Territori Britànic d'Ultramar.                             |
| Bandera de les Illes Malvines                           | Bandera de les Illes Malvines, Territori Britànic d'Ultramar.                           |
| Bandera de l'Illa de Montserrat                         | Bandera de l'Illa de Montserrat, Territori Britànic d'Ultramar.                         |
| Bandera de les Illes Pitcairn                           | Bandera de les Illes Pitcairn, Territori Britànic d'Ultramar.                           |
| Bandera de Santa Helena                                 | Bandera de Santa Helena, Territori Britànic d'Ultramar.                                 |
| Bandera de les Illes Geòrgia del Sud i Sandwich del Sud | Bandera de les Illes Geòrgia del Sud i Sandwich del Sud, Territori Britànic d'Ultramar. |
| Bandera de les Illes Turks i Caicos                     | Bandera de les Illes Turks i Caicos, Territori Britànic d'Ultramar.                     |